# Solar Orbiter
Solar Orbiter je sluneční sonda určená ke studiu Slunce z jeho oběžné dráhy. Sondu vyrobili odborníci z firmy Airbus pro ESA. Jednotlivé měřicí přístroje a senzory dodaly členské státy ESA včetně České republiky, na sondě se podílí i americká NASA. Sonda odstartovala 10. února 2020 na raketě Atlas V z mysu Canaveral.

## Struktura sondy
Sonda Solar Orbiter je tříose stabilizovaná platforma orientovaná ke Slunci. Sonda obsahuje kombinaci dálkových a lokálních senzorů zaměřených na studium Slunce, z nichž některé jsou vystaveny přímému vlivu okolního prostředí, zatímco jiné jsou chráněny tepelným štítem. Ostatní přístrojové vybavení je plně chráněno před vlivy okolních elektromagnetických polí. Celkem 21 senzorů na sondě bylo nakonfigurováno tak, aby každý mohl provádět své experimenty nezávisle na ostatních. Aby se snížily náklady, využívá Solar Orbiter některé technologie, které se osvědčily pro dřívější mise, například solární panely ze sondy BepiColombo Mercury (MPO). Tyto solární panely lze natáčet kolem jejich podélné osy, aby se zabránilo přehřátí v blízkosti Slunce.
Speciální tepelný štít poskytuje ochranu citlivým komponentům sondy před vysokými úrovněmi slunečního záření poblíž perihelia. Strana přivrácená ke Slunci je vystavena sluneční radiaci, která může dosahovat až třináctinásobku úrovně na oběžné dráze Země, a v důsledku toho teplotám přes 500 °C. Hlavní funkční komponentou tepelného štítu je sendvičová konstrukce z mnoha vrstev reflexních titanových fólií. V ploše štítu je několik průhledů pro experimentální zařízení. Poněkud překvapivé je, že strana přivrácená ke Slunci je černá. Černý pigment nazývaný Solar Black vyrobený ze spálených kostí se ukázal pro dané použití jako vhodnější než jiné materiály, protože je vodivý, nedegraduje a neuvolňuje částice, které by mohly poškodit citlivé přístroje.
Subsystém telemetrie a sledování umožňuje komunikační spojení se Zemí. Antény s nízkým ziskem se používaly pro počáteční fázi letu (LEOP) a fungují jako záloha během zbytku mise, kdy se používají směrové antény se středním a vysokým ziskem. Vysokoteplotní vysokorychlostní anténu je možno orientovat  v širokém rozsahu, aby bylo zaručeno spojení s pozemní stanicí a aby bylo možné odesílat velké objemy dat. Její design byl rovněž převzat z mise BepiColombo. Anténa musí odolávat vysokému tepelnému zatížení a musí být vodivá, aby se zabránilo hromadění elektrostatického potenciálu. V případě potřeby ji lze sklopit do stínu tepelného štítu. 
Pro příjem dat ze sondy je vyčleněna pozemní stanice v Malargüe (Argentina) s 35metrovou anténou, efektivní doba komunikace je 4 až 8 hodin denně. V případě potřeby budou využívány (jako záložní) i stanice New Norcia v Austrálii a Cebreros ve Španělsku. Vzhledem k tomu a rovněž vzhledem k charakteristice oběžné dráhy nelze data přenášet kontinuálně. Většina dat bude proto nejdříve uložena do palubní paměti a odeslána na Zemi při nejbližší vhodné příležitosti. Data jsou přenášena rychlostí 150 kbps (při vzdálenosti sondy od Země 1 au).

## Přístrojové vybavení
Sonda nese celkem 10 přístrojů určených jak pro měření vlastností heliosféry v okolí sondy, tak pro dálkový průzkum Slunce.

### Měření vlastností heliosféry v okolí sondy
- SWA – Solar Wind Plasma Analyzer (Spojené království): sada senzorů, které měří vlastnosti slunečního větru (včetně hustoty, rychlosti a teploty) ve vzdálenosti 0,28 až 1,4 au od Slunce. Kromě stanovení objemových vlastností větru měří SWA složení iontů slunečního větru pro klíčové prvky (např. skupinu C, N, O a Fe, Si nebo Mg).
- EPD – Energetic Particle Detector (Španělsko): měří energetické částice - elektrony, protony a těžké ionty - s vysokým časovým rozlišením v širokém rozsahu energií, od supratermálních až po několik stovek megaelektronvoltů/nukleon, s cílem pochopit zdroje, urychlovací mechanismy a transportní procesy těchto částic.
- MAG – Magnetometr (Spojené království): in situ měření heliosférického magnetického pole (až 64Hz) s vysokou přesností. Umožní podrobné studie způsobu, jakým se magnetické pole Slunce šíří do prostoru a jak se vyvíjí v průběhu slunečního cyklu; jak jsou částice urychlovány, jak se pohybují směrem k Zemi a dále sluneční soustavou; jak je ohřívána koróna a urychlován sluneční vítr.
- RPW – Rádiové a plazmové vlny (Francie): provádí jak měření in situ, tak i dálkové měření. RPW měří magnetická a elektrická pole s vysokým časovým rozlišením pomocí řady senzorů/antén, vyhodnocuje charakteristiky elektromagnetických a elektrostatických vln ve slunečním větru.

### Přístroje pro dálkový průzkum Slunce
- EUI – Extreme Ultraviolet Imager (Belgie): pořizuje snímky v extrémní ultrafialové oblasti spektra. Je zaměřen na zkoumání chromosféry, přechodové oblasti a sluneční koróny, kde se utváří charakteristiky meziplanetárního média. Měl by vědcům umožnit studovat procesy vedoucí k ohřevu koróny. EUI také pořizuje vůbec první UV snímky Slunce z pohledu mimo ekliptiku (při sklonu dráhy až 34° v průběhu prodloužené mise).
- Metis – Koronograf (Itálie): pořizuje snímky koróny současně ve viditelné i ultrafialové části spektra. Umožňuje studovat dynamiku sluneční koróny ve vzdálenosti 1,7 až 4,1 slunečních poloměrů (případně 1,4 až 3,0 v nejbližším periheliu) s mimořádným rozlišením a hledat souvislosti mezi chováním těchto oblastí a vesmírným počasím ve vnitřní sluneční soustavě.
- PHI – Polarimetric and Helioseismic Imager (Německo): měří s vysokým rozlišením fotosférické magnetické pole na celém slunečním disku, vytváří mapy jasu fotosféry ve viditelném spektru a mapy rychlosti pohybu fotosféry. Mapy radiální rychlosti (LOS) mají přesnost a stabilitu umožňující podrobné helioseismické zkoumání slunečního nitra, zejména sluneční konvektivní zóny.

## Vědecké cíle
Kosmická loď se každých šest měsíců přiblíží ke Slunci. Nejbližší bod bude umístěn tak, aby umožňoval opakované studium stejné oblasti sluneční atmosféry. Solar Orbiter bude schopen sledovat magnetickou aktivitu vytvářející se v atmosféře, která může vést k silným slunečním erupcím.
Ve fázi přiblížení ke Slunci se sonda pohybuje takovou úhlovou rychlostí ve vztahu ke slunečnímu povrchu, že může dlouhodobě sledovat jednotlivé povrchové jevy až po dobu jedné sluneční otáčky.
Vědci budou mít také příležitost koordinovat pozorování s misí NASA Parker Solar Probe, která provádí měření sluneční korony.
Cílem mise je provádět detailní studie Slunce a jeho vnitřní heliosféry ve vysokém rozlišení. Nové informace pomohou odpovědět na tyto otázky:
- Jak a kde v koroně vzniká plazma slunečního větru a koronální magnetické pole?
- Jak krátkodobé jevy na Slunci (erupce, skvrny...) ovlivňují heliosférickou variabilitu?
- Jak sluneční erupce produkují energetické částice, které vyplňují heliosféru?
- Jak pracuje sluneční dynamo a zprostředkovává tak spojení mezi Sluncem a heliosférou?

Pro zodpovězení těchto otázek je nutné, aby Solar Orbiter prováděl měření plazmatu slunečního větru, elektromagnetických polí a vln a energetických částic dostatečně blízko Slunci, dokud nejsou změněny v průběhu jejich šíření. Tato měření je nutno přiřadit k jejich zdrojovým oblastem a strukturám na povrchu Slunce pomocí simultánního zobrazování s vysokým rozlišením a spektroskopických pozorování v rovině ekliptiky i mimo ni.